# Mansa petiolaris
Mansa petiolaris là một loài tò vò trong họ Ichneumonidae.